# Vatel (Film)
Vatel ist ein französisch-britisch-belgisches Filmdrama von Roland Joffé aus dem Jahr 2000.

## Handlung
Der Film spielt im Jahr 1671 auf Schloss Chantilly, wo François Vatel, der Küchenmeister und Maître de plaisir des Prinzen de Condé, den Auftrag erhält, dreitägige Festlichkeiten zu Ehren des anreisenden Königs Ludwig XIV. zu veranstalten. Diese sollen dem verschuldeten Condé die Schatzkammern Ludwigs öffnen und ihm die Ehre des Kommandos über die französischen Truppen im sich anbahnenden Holländischen Krieg einbringen.
Der mit dem Hofstaat angereiste Monsieur, der Bruder des Königs, Philippe d’Orleans, begehrt einen der Küchenjungen Vatels. Vatel beschützt jedoch den Küchenjungen, was ihm die Feindschaft des Monsieurs einbringt. Zwischen der ebenfalls mit dem Hofstaat angereisten Anne de Montausier und Vatel entwickelt sich während der Festlichkeiten eine starke Zuneigung. Anne steigt jedoch auch in der Gunst des Königs und ersetzt eine seiner Mätressen. Obendrein begehrt sie der Marquis de Lauzun, Rechte Hand des Königs. Dessen Annäherungsversuche erwidert sie jedoch nicht. Auch Vatel weigert sich zunächst, ihm zu gehorchen. Obgleich die Festlichkeiten sehr zum Wohlwollen des Königs laufen und vom gesamten Hofstaat bestaunt werden, ist der Condé mit Vatels Aufsässigkeit nicht zufrieden und ermahnt ihn zum Gehorsam. Auch eröffnet der Bruder des Königs sein Interesse an Vatel und verlangt, dass er ihn in seinen Gemächern aufsucht. Dies schlägt Vatel jedoch bestimmt aus.
Am zweiten Tag der Festlichkeiten verunglückt ein Stallmeister tödlich bei dem erfolgreichen Versuch, die Darbietung zum großen Festbankett zu retten. Der Hofstaat bemerkt davon nichts. Der Bruder des Königs kommt an jenem Abend direkt auf Vatel zu und drückt ihm seine Wertschätzung aus, die dieser durch seine Beharrlichkeit und die Nachricht des vorherigen Abends verdient habe. Von nun an ist er ein mächtiger Verbündeter Vatels gegen den Marquis. Dies erweist sich als nützlich, da Vatel wegen des Unglücks eine Einladung des Königs ausschlägt. Bei einem Kartenspiel am selben Abend setzt Condé Vatel in Abwesenheit als Wetteinsatz ein und verliert ihn an den Hof in Versailles. Danach empfängt der König Gesandte Hollands, die erläutern, dass es zum Krieg zwischen Holland und Frankreich kommen wird.
Spät in der Nacht wird Vatel von Dienern des Marquis überfallen und verprügelt. Vom Bruders des Königs beauftragte Männer retten ihn jedoch. Unversehrt in seinen Gemächern angekommen, wird Vatel von Anne erwartet. Sie versichert ihm, unbemerkt dorthin gekommen zu sein. Sie fangen ein Gespräch über ihr Dasein als Sklaven des Hofes an und beenden es mit dem Vollzug ihrer Liebe. Einige Stunden darauf erscheint Annes Zofe in Vatels Zimmer und teilt ihr mit, dass der König sie erwarte. Er sei verwundert, sie nicht in ihren Gemächern aufzufinden. Panisch läuft Anne zurück in ihr Gemach, jedoch nicht ohne Vatel von der Wette seines Herren, des Condé, zu erzählen. Vor ihrem Zimmer wird sie jedoch lediglich vom Marquis erwartet, der ihr eröffnet, zu wissen, woher sie komme. Mit diesem Wissen erpresst er sie, ihm in sein Bett zu folgen.
Am nächsten Morgen erfährt Vatel, dass eine Fischlieferung, notwendig für das letzte große Bankett, nicht in der nötigen Menge das Schloss erreichen wird. Daraufhin bereitet er sich einen der wenigen angekommenen Hummer zu und tötet sich mittels eines Degens in seinem Zimmer. In einem Abschiedsbrief an Anne erklärt er, dass er erkannt habe, nicht der Meister dieser Festlichkeiten, sondern ihr Sklave zu sein. Dies sei der Grund für seinen Freitod. Bei Hofe macht jedoch die Erklärung die Runde, er habe sich wegen der fehlenden Fischlieferung getötet. Kurz nach seinem Tod trifft der Fisch dann doch noch ein, und das letzte Festessen kann wie geplant stattfinden. Anne verlässt den Hof noch am selben Tag.

## Kritiken
David Stratton schrieb in der Zeitschrift Variety, der Film beweise, dass Geld und technisches Können ein gutes Drehbuch und kreative Regie nicht ersetzen können.
Peter Travers schrieb in der Zeitschrift Rolling Stone vom 15. Februar 2001, der Film „verschwende“ viel Geld in die Rekonstruktion des Hofes des Ludwigs XIV. und vernichte dann den Effekt mit einem „ausgehungerten“ Drehbuch. Der Film markiere einen neuen Tiefpunkt in der Karriere von Roland Joffé.
Das Lexikon des internationalen Films schrieb, der Film sei ein „in opulenten Bildern entwickeltes, hervorragend gespieltes Historiendrama“. Er beleuchte „über die sensible Liebesgeschichte hinaus das brisante Verhältnis zwischen Aristokratie und Volk“, überfrachte jedoch nicht „die sinnenfrohe Grundstimmung mit gesellschaftspolitischen Diskursen“.
Rotten Tomatoes schrieb, der Film beruhe auf einer wahren Geschichte, und lobte seine visuelle Seite.

## Auszeichnungen
Der Film wurde im Jahr 2001 in der Kategorie Bestes Szenenbild für den Oscar nominiert.
Robert Fraisse gewann im Jahr 2000 den Silbernen Frosch des polnischen Festivals Camerimage. Jean Rabasse gewann 2001 für das Produktionsdesign den César, Yvonne Sassinot de Nesle wurde für die Kostüme für den César nominiert.
Die Deutsche Film- und Medienbewertung FBW in Wiesbaden verlieh dem Film das Prädikat „besonders wertvoll“.

## Hintergrund
Der Film hatte seine Weltpremiere am 10. Mai 2000 auf den Internationalen Filmfestspielen von Cannes. Seine Produktionskosten betrugen schätzungsweise 36 Millionen US-Dollar. Der Film wurde in den USA in ausgewählten Kinos gezeigt, in denen er ca. 50.000 US-Dollar einspielte. In Frankreich zählte man über 500.000 Kinozuschauer.